# Institut agricole régional de la Vallée d'Aoste
L'Institut agricole régional de la Vallée d'Aoste (abrégé en IAR)  est un établissement scolaire supérieur, exerçant également des activités de recherche et d'expérimentation, situé à Aoste.

## Histoire
L'administration régionale valdôtaine a confié en 1951 à la Congrégation du Grand-Saint-Bernard la tâche de fonder et de gérer l'École pratique d'agriculture, dans le but de fournir des connaissances théoriques et pratiques aux jeunes souhaitant devenir agriculteurs. Le cours d'études au début était composé par trois semestres, puis biennal et enfin triennal à partir de l'année scolaire 1960-1961.
Afin de permettre aux étudiants de passer un examen de qualification auprès d'une école d'agriculture nationale, pour poursuivre ensuite leurs études jusqu'à la Maturité, la durée (deux ans) et les caractéristiques du cours ont été modifiées à nouveau en 1979.
L'activité de recherche effectuée par l'École pratique d'agriculture a été entamée à cette époque, dans les domaines agronomique, économique, de l'arboriculture, de la viticulture et de la zootechnie.
L'Institut agricole régional naît en 1982, par la loi régionale no 12 du 1er juin 1982. Le cours d'études est prolongé à cinq ans en 1993-1994, comme pour tous les instituts professionnels nationaux. L'iter de reconnaissance judiciaire, lui aussi entamé en 1993, se termine en 1997. Les étudiants de l'IAR obtiennent ainsi à partir de ce moment un diplôme complet d'agrotechnicien.

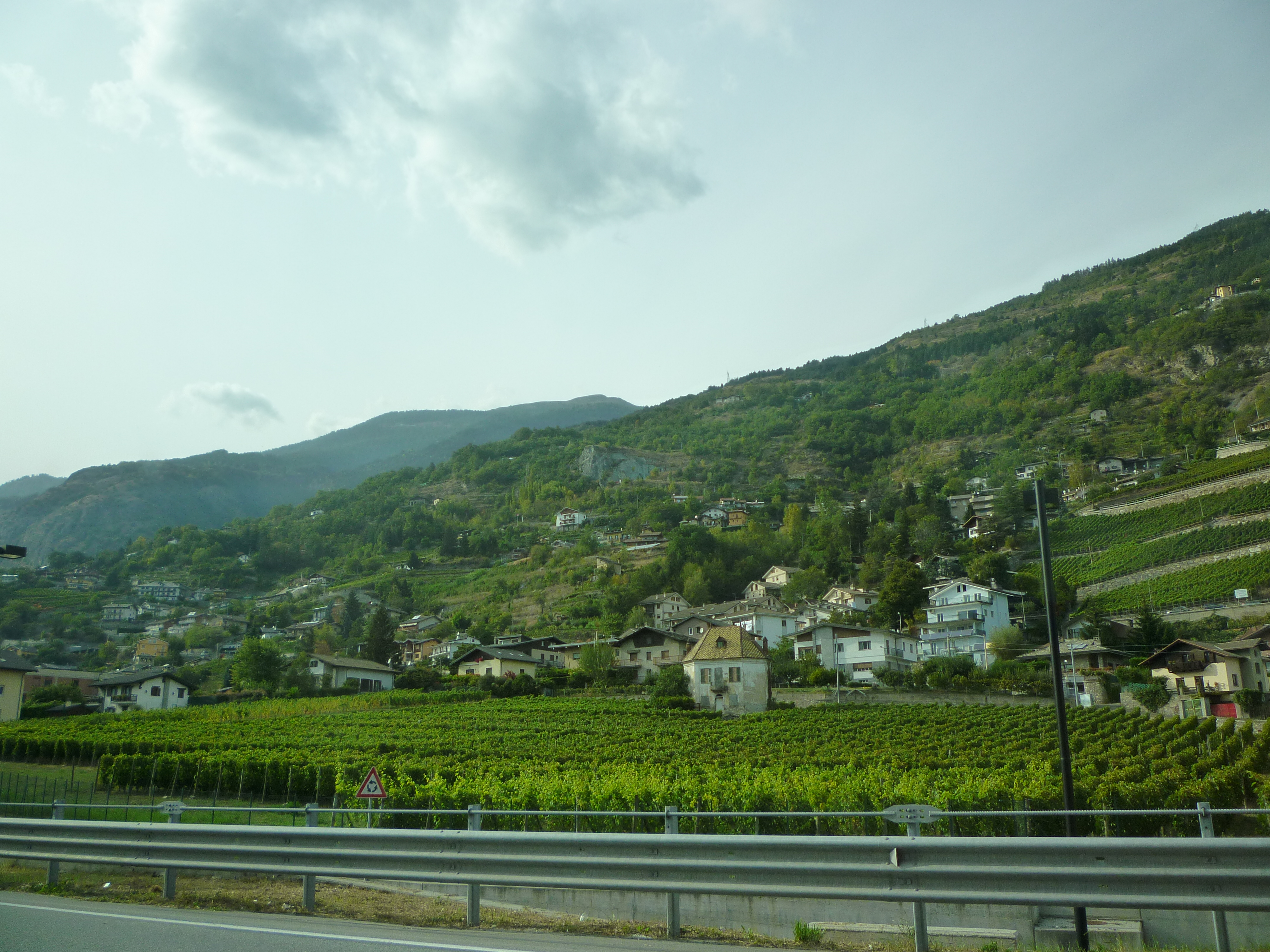
Les vignobles de La Rochère.

Le statut d'école paritaire a été obtenu par l'Institut agricole régional à partir de l'année 2001-2002.

## Formation
L'offre de formation de l'Institut agricole régional a pour but en particulier :
- la préparation des agriculteurs à l'orientation de la qualité de production, à l'application de méthodes de production compatibles avec la sauvegarde et l'amélioration de l'environnement, l'hygiène des animaux, afin d'assurer la gestion d'une entreprise agricole rentable ;
- la préparation d'entrepreneurs forestiers et d'autres sujets impliqués dans des activités forestières, dans le but de l'application de pratiques de gestion forestière pour améliorer les fonctions économiques, écologiques et sociales des forêts.

## Activité

### Secteurs de production

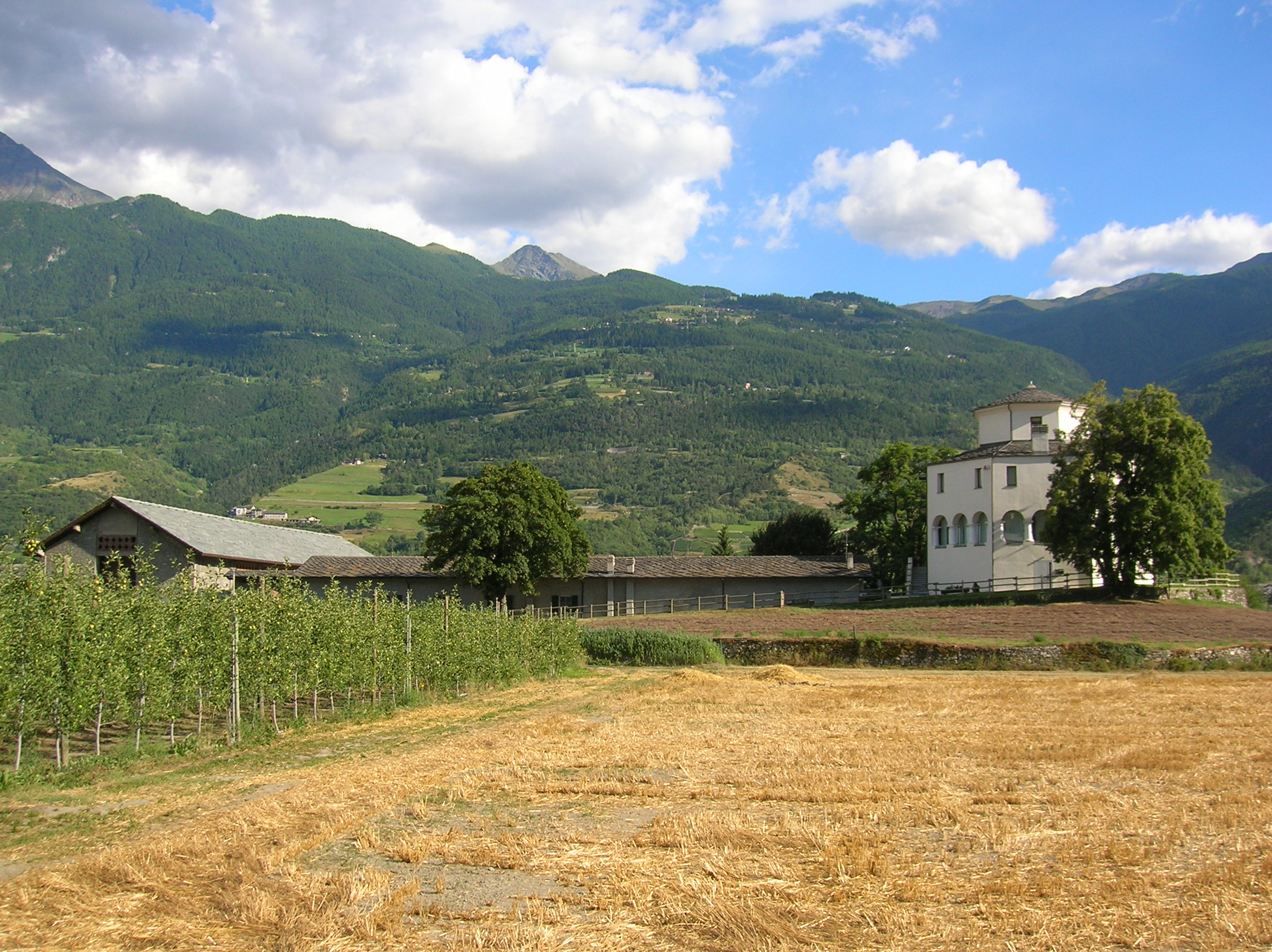
La ferme de Montfleury en 2012.

- Viticulture
- Zootechnie
- Arboriculture
- Agronomie

### Secteurs de recherche
- Agronomie
- Économie agricole
- Arboriculture
- Viticulture et œnologie
- Zootechnie et secteur de la production de lait et de fromages